# ویلاشهر (طرقبه شاندیز)
ویلاشهر (مشهد)، روستایی از توابع بخش طرقبه شهرستان مشهد در استان خراسان رضوی ایران است.

## جمعیت
این روستا در دهستان طرقبه قرار دارد و براساس سرشماری مرکز آمار ایران در سال ۱۳۸۵، جمعیت آن ۱٬۴۹۹ نفر (۳۸۱خانوار) بوده‌است.